# Craterocephalus dalhousiensis
Craterocephalus dalhousiensis és una espècie de peix pertanyent a la família dels aterínids.

## Descripció
- Pot arribar a fer 8 cm de llargària màxima.
- Presenta dimorfisme sexual: les femelles són més grosses, tenen el cap còncau i el ventre pla.[5][6]

## Alimentació
Menja gastròpodes, plantes aquàtiques, algues verdes filamentoses, detritus i invertebrats.

## Hàbitat
És un peix d'aigua dolça, bentopelàgic i de clima tropical (26°S-27°S). És capaç de tolerar nivells baixos d'oxigen i temperatures que oscil·len entre 20 i 39 °C, i, fins i tot, de 41,8 °C breument per poder alimentar-se.

## Distribució geogràfica
Es troba a Dalhousie Springs (Austràlia Meridional, Austràlia).

## Observacions
És inofensiu per als humans.